# 高无丕
高无丕（？—？），姜姓，高氏，齊國大夫。中國春秋時期齊國的大夫。
参与杀齐悼公，立齐简公，高氏重新恢复执政。前484年春，齐国为鄎之故，国书、高无丕率军伐鲁国，到清地。鲁哀公会吴王夫差伐齐国。五月，吴国中军从王，胥门巢将上军，王子姑曹将下军，展如将右军。齐国国书将中军，高无丕将上军，宗楼将下军。五月廿七日，艾陵之战，展如击败高无丕，国书败胥门巢。吴王助鲁，大败齐师。前480年夏五月，高无丕出奔北燕。后来高无丕又回到齐国，前472年夏六月，晋国荀瑶伐齐。高无丕率军抵御。